# 북칼리만탄 공산당
북칼리만탄 공산당(영어: North Kalimantan Communist Party)은 사라왁에 있었던 공산당으로, 1970년대 초부터 1990년대까지 활동했다. 말레이시아의 주였던 사라왁의 정당이었으나, 이름은 인도네시아식인 '북칼리만탄'을 사용했으며, 사라왁공산주의조직(영어: Sarawak Communist Organisation), 비밀공산주의조직(영어: Clandestine) 등 사용된 이름은 다양했다. 1971년 3월 30일 정식으로 창당되었으며, 전에는 사라왁 인민 게릴라라는 이름으로 활동했었다.